# Zitterinchen (Film)
Zitterinchen ist ein Märchenfilm von Luise Brinkmann aus dem Jahr 2021. Er wurde von Mideu Films im Auftrag des Mitteldeutschen Rundfunks für die ARD-Reihe Sechs auf einen Streich produziert. Er ist sehr lose an das gleichnamige Märchen von Ludwig Bechstein angelehnt und wurde erstmals am 25. Dezember 2022 im Ersten gesendet.

## Handlung
Die verwaisten Schwestern Alma und Christine leben zusammen mit ihrem Hund Zitterinchen in einer ärmlichen Hütte. Alma, die an ihrer unbeschwerten und sorglosen jüngeren Schwester die Mutterstelle vertritt, kann sehr gut malen – und am liebsten malt sie ihre Schwester Christine, die stets barfuß läuft.
Als Prinz Philip einen Maler für seinen Almanach der exotischen Pflanzen sucht, ermutigt Christine Alma, sich zu bewerben. Da sie dringend Geld für das kaputte Dach der Hütte benötigen, lässt Alma schweren Herzens ihre Schwester mit Zitterinchen allein zurück und begibt sich ins Schloss, wo sie die Stelle bekommt.
Der weitgereiste Prinz Philip und Alma fühlen sich von Anfang an durch ihr gemeinsames Interesse an der Natur verbunden. Als aber Alma eines Tages schwärmerisch von ihrer geliebten kleinen Schwester erzählt und dem Prinzen ein Bild von Christine zeigt, verliebt sich Philip Hals über Kopf in das bildhübsche Mädchen und möchte es heiraten.
Das missfällt der Baronin von Thalheim, die ihre lasterhafte Tochter Irm schon lange mit dem Prinzen verkuppeln will. Sie bietet sich an, Christine mit der Kutsche ins Schloss zu bringen. Unterwegs jedoch stürzt sie mit Hilfe ihres Kutschers das arglose Mädchen in einen Fluss und setzt an die Stelle der Braut ihre Tochter. Erst als diese nach der Trauung ihr Gesicht entschleiert, erkennt der Prinz den Betrug. Da die Baronin ihm aber einredet, dass Alma die falsche Schwester geschickt habe, lässt er seine Malerin ins Gefängnis werfen. 
Inzwischen erhält die ertrunkene Christine von der Nymphe des Flusses die Erlaubnis, dreimal als nächtlicher Geist beim Prinzen zu erscheinen – wenn er sie erkennt und mit ihrem Namen anspricht, erhält sie ihr Leben zurück. Obwohl die Baronin das mit einem Schlaftrunk verhindern will, gelingt es in der dritten Nacht Alma, die mit Zitterinchens Hilfe aus dem Gefängnis entkommen konnte, den Prinzen zu wecken. Er erkennt Christine und nennt sie beim Namen, wodurch sie erlöst ist. Doch wenngleich er sie noch immer hübsch findet, wird ihm klar, dass er längst Alma liebt, und auch die ist ihm, obwohl sie sich das bisher nicht einzugestehen wagte, von Herzen zugetan. Christine gönnt ihrer Schwester aufrichtig dieses Glück.

## Hintergrund

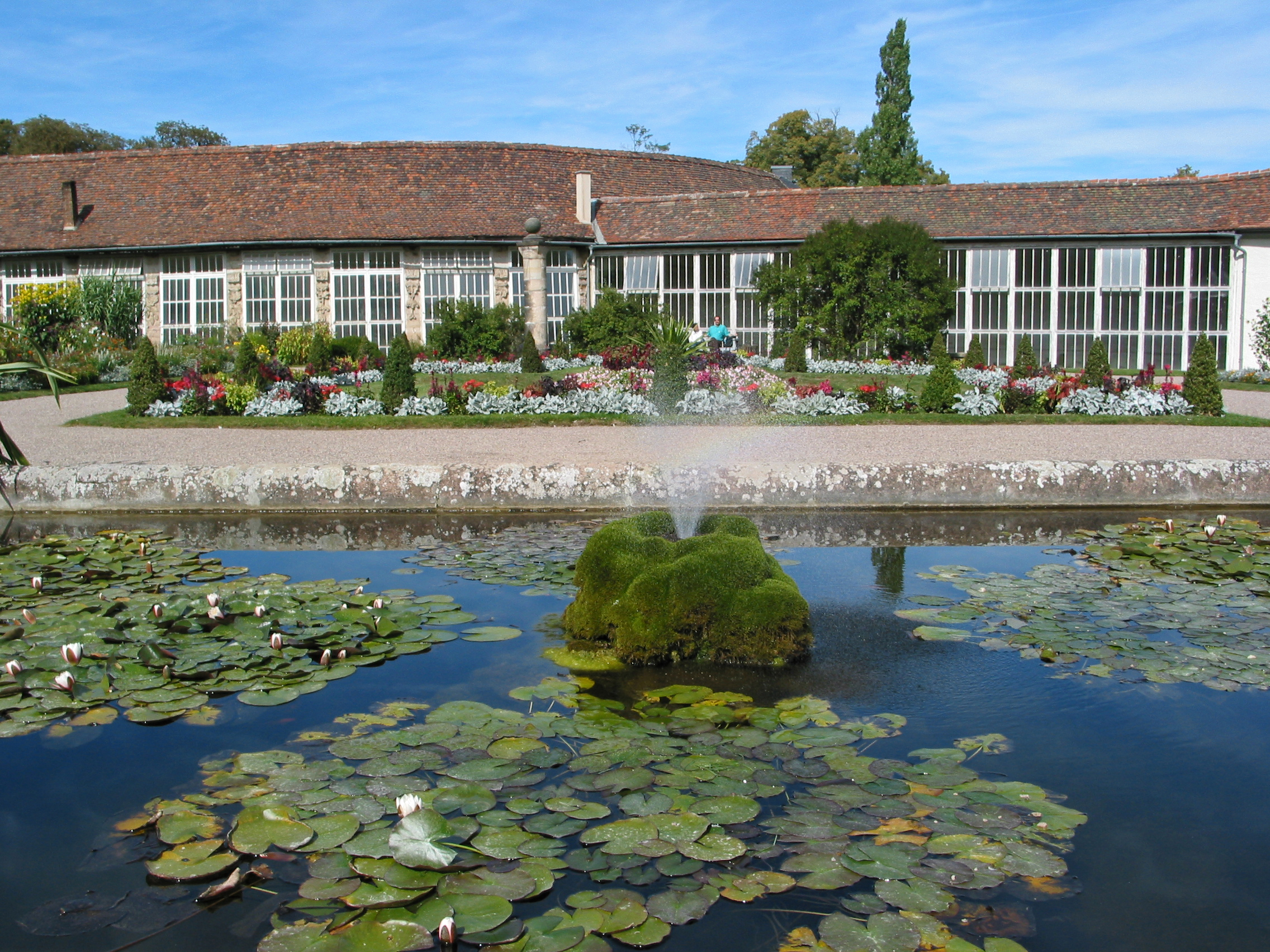
Orangerie in Weimar

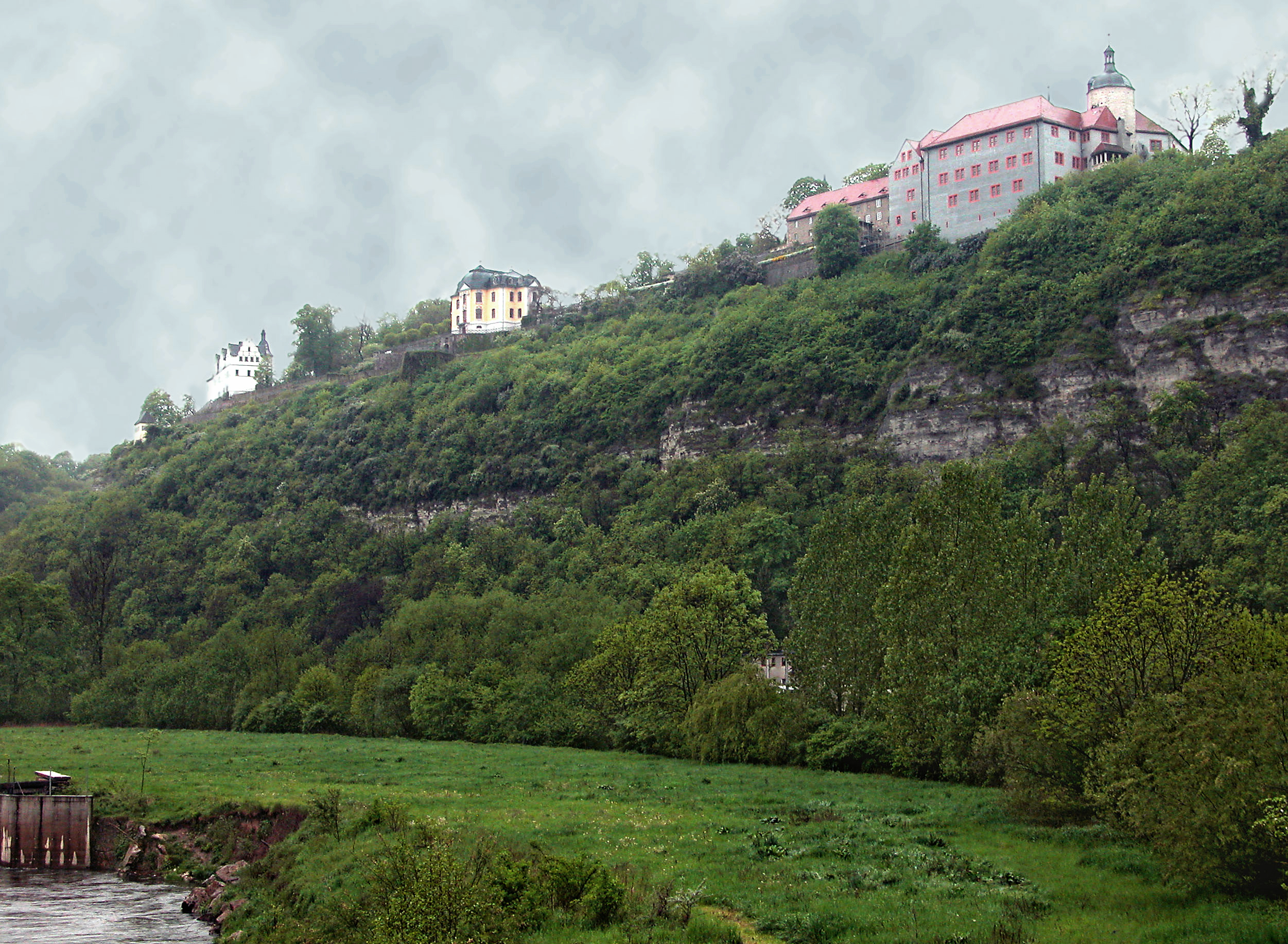
Dornburger Schlösser über der Saale

Die Dreharbeiten fanden von Ende April bis Mitte Mai 2021 unter anderem in der Orangerie des Schlosses Belvedere bei Weimar, im Botanischen Garten Jena, in den Dornburger Schlössern und im Schloss Crossen statt.
Der Märchenfilm wurde auf dem Deutschen Kinder Medien Festival Goldener Spatz in Gera und Jena im Mai 2022 dem Publikum vorgestellt und lief im Wettbewerb um den Goldenen Spatz in der Kategorie Langfilm. Er wurde unter dem Titel Dyrkotawka vom MDR sorbisch synchronisiert und ist mit beiden Tonspuren seit dem 19. Dezember 2022 in der ARD-Mediathek abrufbar. Er wurde am 25. Dezember 2022 erstmals im Ersten ausgestrahlt.

## Rezeption
Tilmann P. Gangloff vergab auf tittelbach.tv 3,5 von sechs Sternen, der Film sei durchaus sympathisch, zeichne sich jedoch im Unterschied zu früheren Werken des Drehbuchduos Brinx/Kömmerling weder durch freche Dialoge noch durch ungewöhnliche Figuren aus. Die frühlingssonnige Umsetzung sei grundsolide, aber nicht weiter bemerkenswert.